# Félix Voulot (archéologue)
Pour les articles homonymes, voir Félix Voulot.
Félix-Henri Voulot, né à Belfort alors dans le département du Haut-Rhin le 7 avril 1828 et mort à Épinal le 6 février 1899, est un archéologue, dessinateur et conservateur de musée français,. 

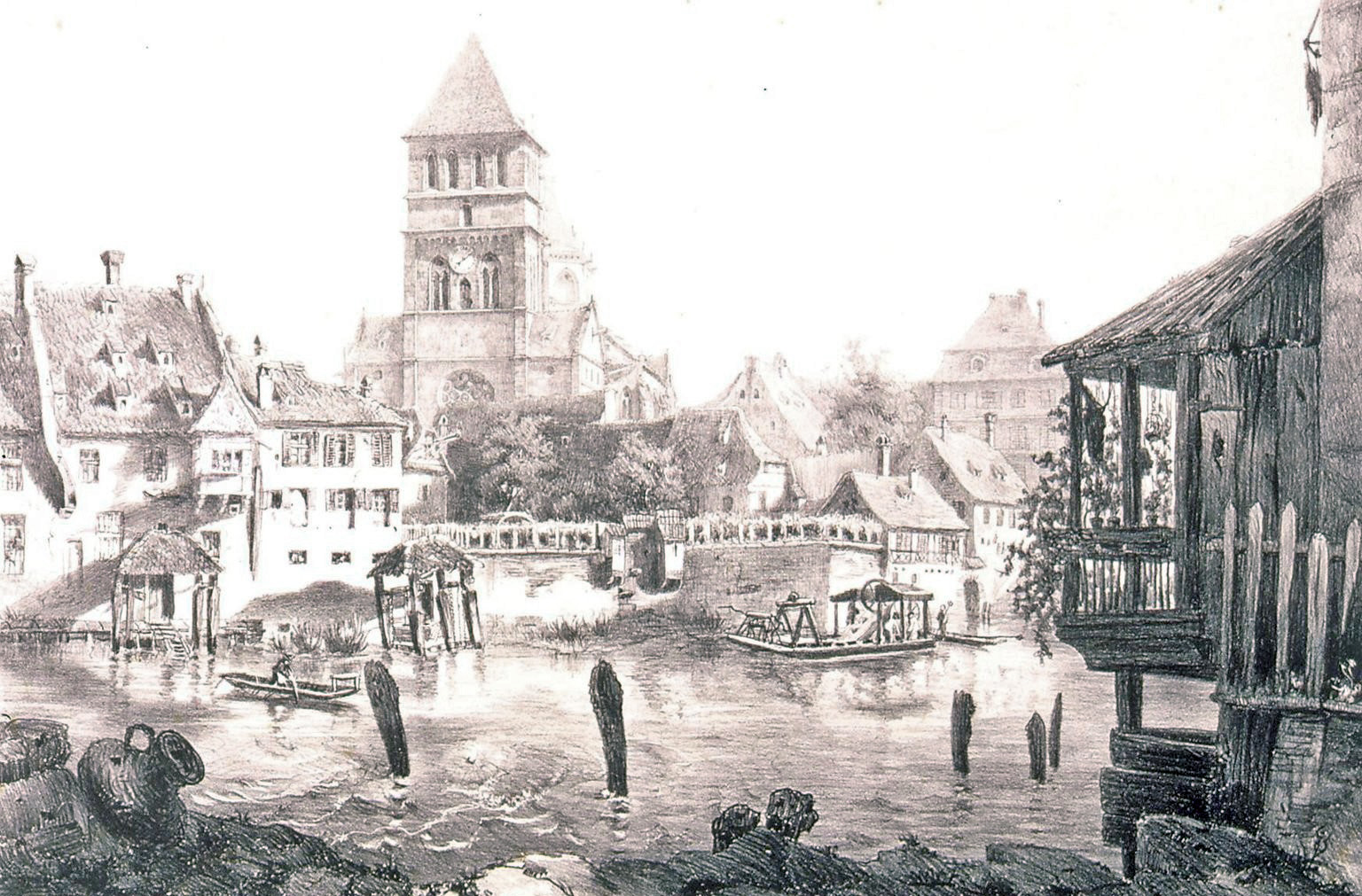
Ancienne rive fortifiée sous l'Église Saint-Thomas de Strasbourg avant 1850

## Biographie
Son père, inspecteur de l'instruction publique à Strasbourg, lui fait accomplir de bonnes études classiques et le laisse apprendre le dessin et la peinture, avec son ami Louis Christmann. Il est admis à l'école d'administration en 1848. Les aléas révolutionnaires ayant supprimé l'école, il reste étudier à Paris en suivant, avec application, les cours de la Sorbonne, du collège de médecine et du collège de France. Engagé par la revue L'Europe pittoresque, le jeune dessinateur et photographe, épris d'aventures, voyage entre France, Allemagne et Suisse, de Rouen à Chartres, de Metz à Strasbourg, de Bâle à Constance en remontant le Rhin etc. Le jeune homme, après avoir tenté d'éditer ses œuvres, devient professeur de grammaire et de dessin successivement dans trois collèges alsaciens, Altkirch où il fait connaissance de sa future épouse, Mulhouse et Guebwiller. Il se retire après la guerre de 1870 à Belfort, tout en s'adonnant à d'intenses prospections archéologiques sur les sommets vosgiens. Le randonneur insatiable est souvent accueilli par divers amis d'enfance, en particulier le pharmacien Bardy à Saint-Dié.
Professeur au collège d'Épinal en classes de huitième en septembre 1875, le dessinateur et photographe, illustrateur et artiste alsacien, Félix Voulot est d'abord au sens noble un chercheur amateur en géographie, en histoire et archéologie. Le professeur promu aux classes de septième puis de sixième, apporte son concours à la société d'émulation d'Epinal qui l'accepte seulement en 1875. Son père, ancien inspecteur primaire retourné à Belfort, est par ailleurs membre de la société belfortaine d'émulation en 1872. Bien avant 1860, le fils s'intéresse à la muséologie et s'efforce de recueillir, faire connaître et protéger les pièces de patrimoine et objets mis au jour dans les Vosges et en Alsace. Il est donc responsable de musée bien avant d'en avoir le titre ou la fonction officielle. 
Ces écrits sur l'archéologie et ses conférences ou discussions sur la muséographie correspondent aux axes de recherche de la société philomatique vosgienne fondée en 1875. Les alsaciens Félix Voulot et Charles Grad y sont écoutés, même s'ils n'exercent pas un véritable magistère dans ces domaines archéologiques et préhistoriques. Dès 1877, Félix, ami d'enfance et vieille connaissance du président Henry Bardy, est nommé membre correspondant de la société philomatique vosgienne. Il joue déjà un rôle de conseiller archéologue, et parfois d'auteurs de notes ou d'articles. "Nul n'est prophète en son pays", disait-il, car ce n'est qu'après avoir été intégré l'équipe de recherche philomate qu'il est subitement reconnu à Épinal comme un savant de premier plan, ce qui lui permet de préparer le difficile concours pour le poste de conservateur.  
Le professeur gagnant du concours est nommé conservateur du Musée départemental des Vosges, prenant la succession en 1878 du premier conservateur, Jules Laurent décédé l'année précédente,. Il avait convoité ce poste depuis des années et il reste conservateur jusqu'à sa mort en février 1899, malgré une santé défaillante l'ultime année. M. Gazin, président de la société d'émulation du département des Vosges s'exprime après février 1899 :"Il était des nôtres, depuis 24 ans, et le conservateur du musée a inséré dans notre revue maintes notices archéologiques depuis 21 ans".

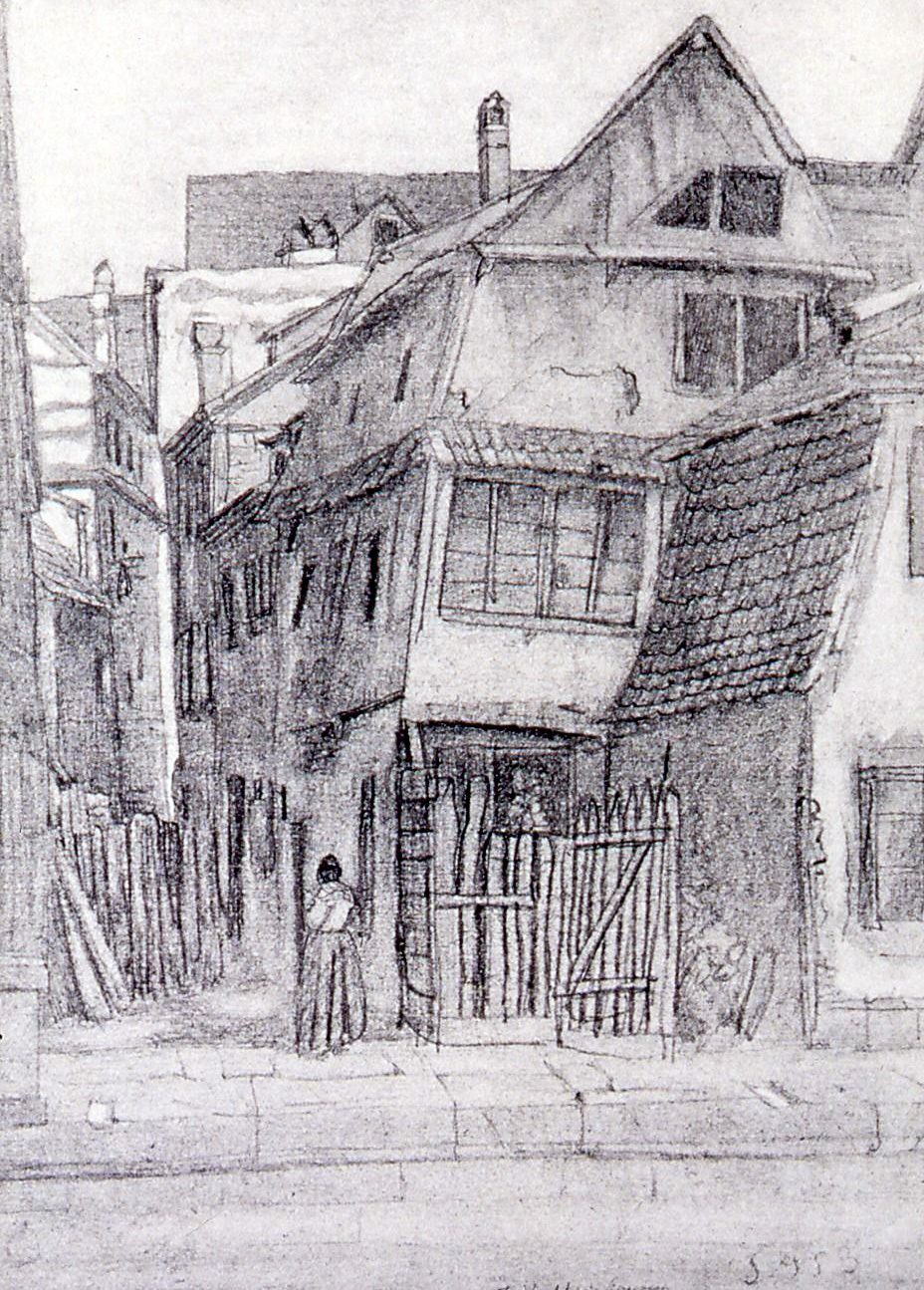
Quai de la Petite France, collaboration avec Louis Christmann vers 1850.

## Artiste et savant, devenu conservateur du musée d'Épinal
Cet archéologue et dessinateur, également photographe de qualité, connu pour ses fouilles au "Mont-Vaudois" près d'Héricourt et au Mont Bar, est caractéristique de l'époque de l'archéologie placée sous l'égide des Beaux-Arts. Félix Voulot, outre ses innombrables dessins ou croquis de description paysagère ou archéologique, est notamment l'auteur d'ouvrages d'initiation à la préhistoire dès 1872, dont il dessine toutes les planches. Il fait paraître en 1875, deux volumes intitulés Les Vosges avant l'histoire, étude sur les traditions, les institutions, les usages, les idiomes, les armes, les ustensiles, les habitants, les cultes, les types de race des habitants primitifs de ces montagnes. Résumé de leurs travaux découverts, décrits, dessinés et gravés.  
Le sculpteur Félix Voulot né en 1865 à Altkirch en Alsace et décédé en 1954 est son fils. Il n'était pas un illustrateur féru d'archéologie comme son père, même s'il l'a souvent accompagné durant son enfance et adolescence, sur le terrain et dans les musées. Le conservateur, avec l'apport des subventions de l'état et l'appui de la société d'émulation des Vosges, a entrepris des fouilles à Grand mettant au jour en 1883 la grande mosaïque, Soulosse et Chaumousey. Il a aussi exploré, avec diverses équipes de travail, de nombreux tumuli, extrait de la Moselle à Portieux une colonne romaine signalent le gué antique, dont il fera un emblème muséographique spinalien dans la cour de son musée, sans oublier préserver le patrimoine pictural et sculptural, architectural des vieux bâtiments et édifices religieux, en particulier les vitraux de l'abbaye d'Autrey etc.

## Quelques publications et écrits de Félix Voulot
- L'Alsace et Bâle artistique, publication de portraits et paysages à compte d'auteur, 1850.
- La Petite géographie historique et politique des départements du Haut et du Bas-Rhin (ancienne province d'Alsace), 1869.
- A B C d'une science nouvelle. Les Vosges avant l'histoire. Etude sur les traditions, les institutions, les usages,... les armes, les ustensiles, les habitations, les cultes, les types de race des habitants primitifs de ces montagnes. Résumé de leurs travaux découverts, in-folio, Imprimerie de la Vve. Bader, Mulhouse, 1872. Parution initiale en deux volumes.
- Catalogue des collections du Musée départemental des Vosges, in-octo, Imprimerie de E. Busy, Epinal, 1880, première partie série d'art accessible sur gallica.bnf.fr avec figures, partie 1, 99 pages et partie 2, 99 pages.

### Publications dans lesbulletins de la Société Philomatique Vosgienne[10]
- Excursion au Chazeté, I, p. 55 à 60.
- Quelques recherches archéologiques récentes faites dans le département des Vosges, III, p. 66 à 77.
- Sur deux antiques inédits trouvés à Grand, XI, p. 5 à 8, 2 pl.
- Note sur une espèce particulière de bilithes vosgiens, XV,, 5 p., pl
- Note sur deux nouvelles divinités gauloises, XVI, p. 215 à 221, pl.
- Notice sur les entailles existant sur deux roches voisines dites Pierre-le-Mulot, Bleurville (Vosges) ; sur d’autres roches de la chaîne vosgienne et de diverses contrées, XXII, p. 167 à 191, 2 pl.
- Découverte d’une pierre à sacrifices gauloise, XXII., p. 239 à 245, pl. –